# Blarina brevicauda compacta
Blarina brevicauda compacta es una subespecie de musaraña de la familia soricidae.

## Distribución geográfica
Se encuentra en Norteamérica: los Estados Unidos (Massachusetts).